# Ponte dei Catalani
Il ponte dei Catalani è un ponte di Tolosa che attraversa il fiume Garonna. Si tratta di un ponte in muratura ad arco, realizzato in pietra nel 1908.
Il suo progettista fu l'architetto Paul Séjourné.
All'inizio venne chiamato ponte di Amidonniers, dal nome del distretto di Amidonniers collegato a Tolosa.
Si tratta di un ponte stradale costituito da una carreggiata a due corsie con un marciapiede e una pista ciclabile.
Misura 257 metri di lunghezza per 22 di larghezza.

## Storia

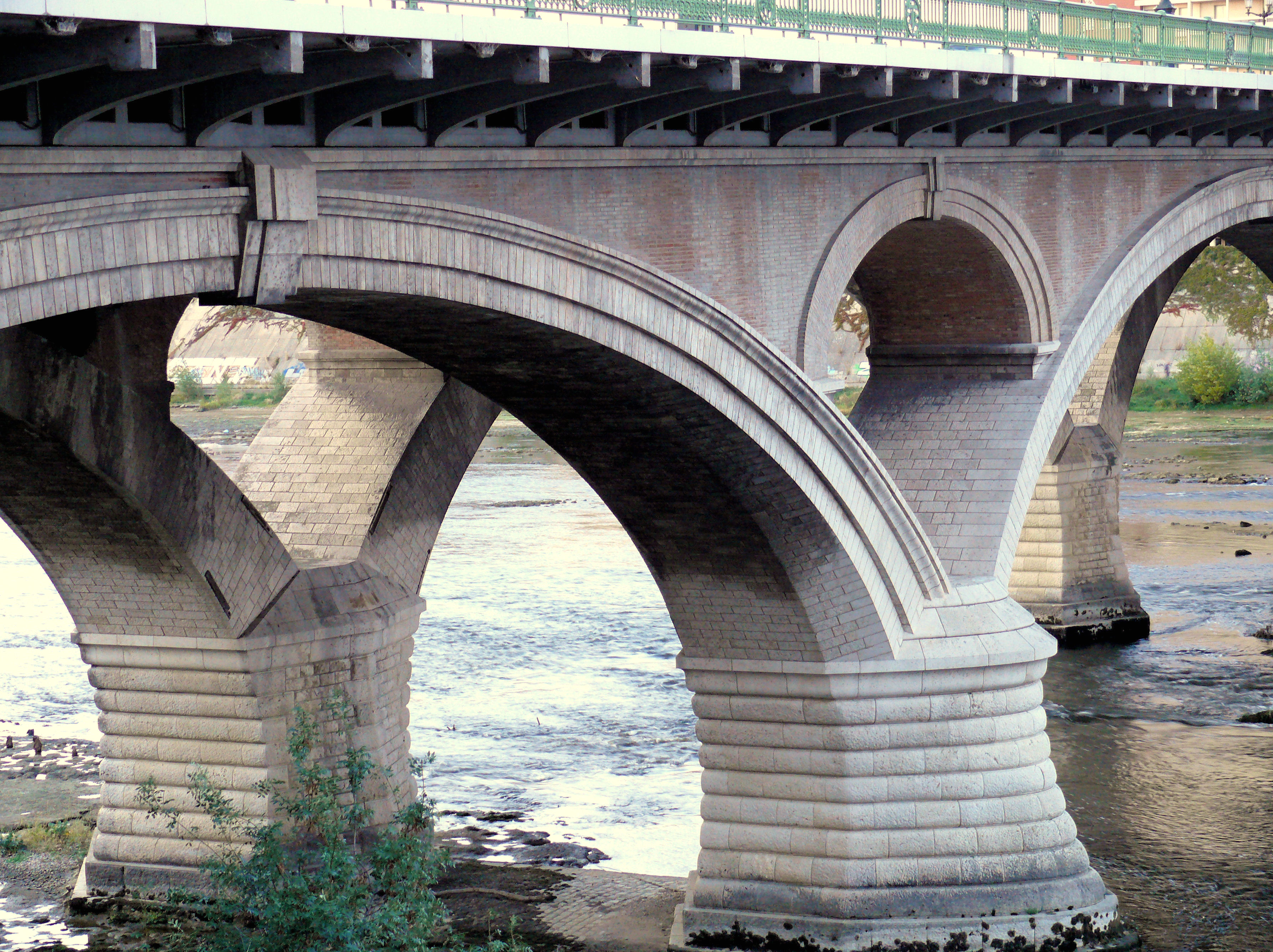
Un pilone

La città di Tolosa indisse un concorso per il progetto di un ponte per due linee ferroviarie, due strade e marciapiedi pedonali.
Il progetto più economico e migliore, presentato nel 1901, era un ponte di metallo con sette campate di 35 metri di luce. Il prezzo di costruzione era previsto in 940.000 franchi.
La giuria presieduta da Jean Résal consiglio di respingere il progetto in quanto lo trovava scarno e pensava che non si sarebbe integrato nell'ambiente della città..
C'era anche un progetto di un ponte in calcestruzzo armato con una previsione di spesa di 1.200.000 franchi, mentre il ponte in muratura era stato proposto per una previsione di spesa di 1.500.000 franchi. Fu quest'ultimo progetto ad essere scelto, e con un'ottimizzazione dei costi venne realizzato con una spesa finale di 1.146.000 franchi.

### Il ponte

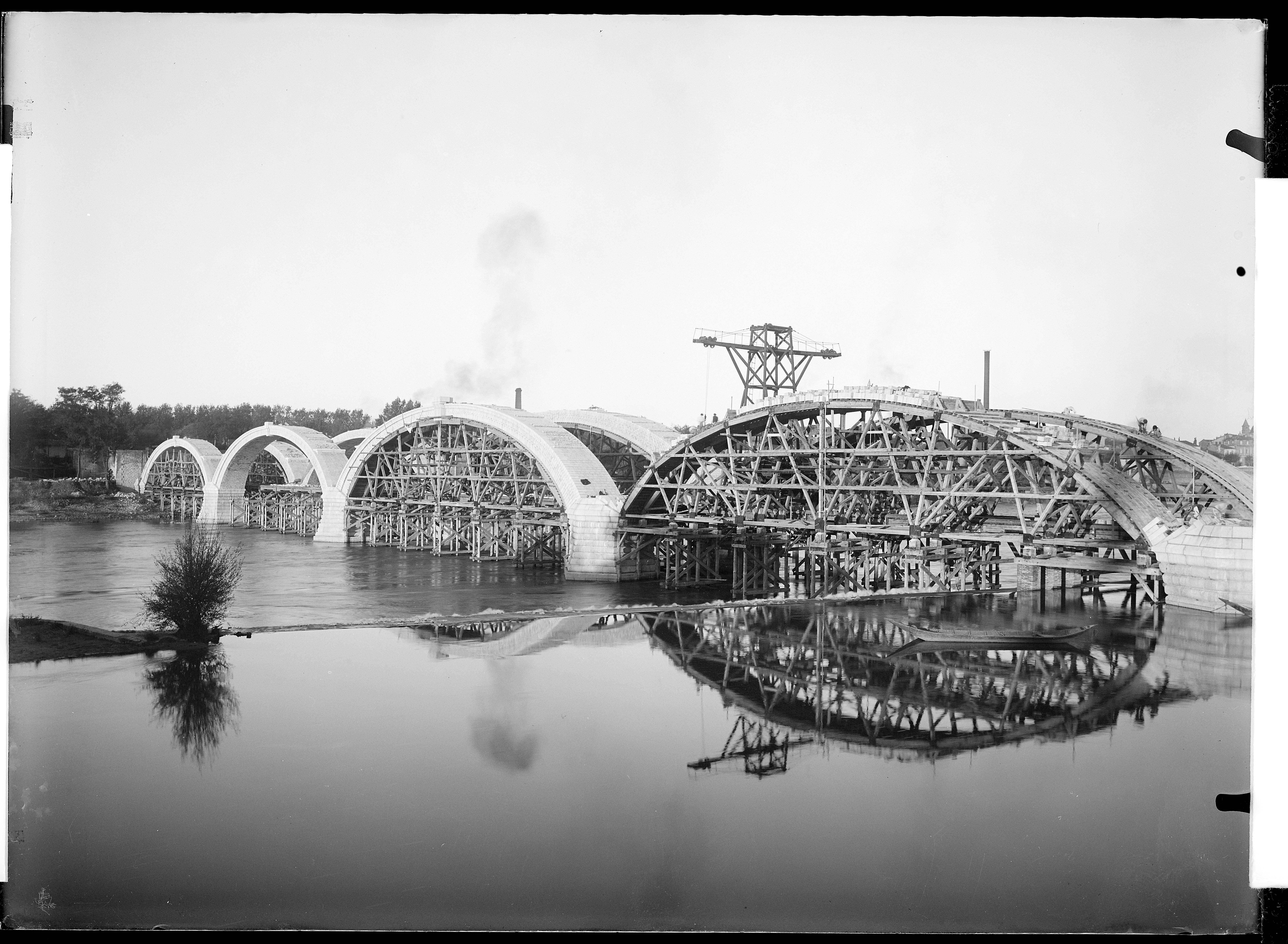
Costruzione del ponte. Foto di Eugène Trutat conservata al museo di storia naturale di Tolosa.

Paul Séjourné aveva ottenuto la commessa per la costruzione del ponte Adolfo in Lussemburgo. Riprese il disegno a due anelli, ne ridusse la larghezza a 3,25 metri li separa di 10 metri tra di loro e disegnò il ponte con una mensola di 3 metri. Questa soluzione permise di sostenere un ponte in calcestruzzo armato largo 22 metri su archi in muratura.
Per consentire un'integrazione armoniosa del ponte nella città, Séjourné prevedette i timpani in mattoni rossi.
Due archi furono costruiti contemporaneamente, iniziando con la prima campata sulla sponda destra del fiume, poi la seconda e la terza. Dopo aver rimosso i primi due alloggiamenti, le centine vennero spostate sull'altra riva per raggiungere gli archi 4 e 5.